# Ligusticopsis miyiensis
Ligusticopsis miyiensis är en växtart i släktet Ligusticopsis och familjen flockblommiga växter.
Arten är en perenn ört som förekommer i Sichuan och Yunnan i Kina. Den beskrevs först som Ligusticum glaucescens av Adrien René Franchet 1894, och fick sitt nu gällande namn av Jia-Qi Lei och Xing-Jin He 2023.